# Louis de Funès
Louis de Funès, francoski filmski in gledališki igralec, * 31. julij 1914, Courbevoie, Hauts-de-Seine, Francija, † 27. januar 1983, Nantes, Francija.
Funes je eden izmed najbolj priljubljenih igralcev v zgodovini francoske kinematografije in eden od treh velikih francoskih komikov poleg Fernandla in Bourvila.
Najbolj je znan po svojih vlogah v filmih o žandarjih iz Saint Tropeza. Med njegove druge znane filme prištevamo Le corniaud (1965), Velika avantura (1966), Hibernatus (1969), L'homme orchestre (1970), Sur un arbre perché (1971) in L'aile ou la cuisse (1976).

## Najpomembnejši filmi
- 1964 (Le gendarme de Saint-Tropez)
- 1964 (Fantômas)
- 1965 (Le corniaud)
- 1965 (Le gendarme à New York)
- 1965 (Fantômas se déchaîne)
- 1966 Velika avantura (La Grande Vadrouille)
- 1966 (Le Grand Restaurant)
- 1966 (Fantômas contre Scotland Yard)
- 1967 (Les grandes vacances)
- 1967 (Oscar)
- 1968 (Le Petit Baigneur)
- 1968 (Le gendarme se marie)
- 1969 (Hibernatus)
- 1970 (L'homme orchestre)
- 1970 (Le gendarme en balade)
- 1971 (La folie des grandeurs)
- 1971 (Sur un arbre perché)
- 1973 (Les aventures de Rabbi Jacob)
- 1976 (L'aile ou la cuisse)
- 1978 (La Zizanie)
- 1978 (Le gendarme et les extra-terrestres)
- 1980 (L'avare)
- 1982 (Le gendarme et les gendarmettes)